# Università dell'Alaska - Fairbanks

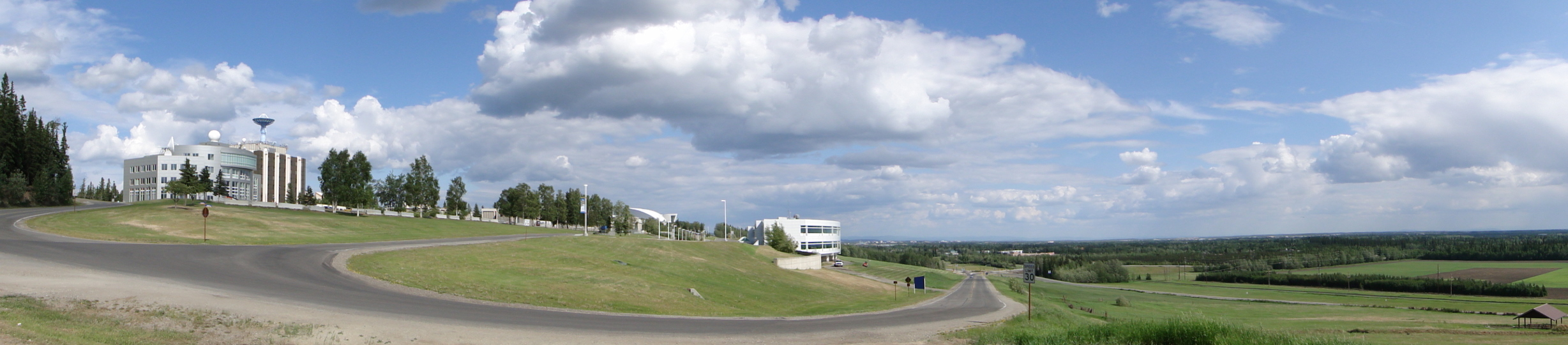
Panorama del West Campus

La Università dell'Alaska - Fairbanks (UAF) è una università statale degli Stati Uniti con sede a Fairbanks nello stato dell'Alaska. Fa parte della rete di università statali dell'Alaska.
L'università venne istituita nel 1917 con il nome di  Alaska Agricultural College and School of Mines ed iniziò la didattica nel 1922. Nel 1935 prese il nome attuale di University of Alaska Fairbanks.
L'UAF, grazie alle concessioni governative di cui gode in base ai vari programmi nazionali (Land-grant, Sea-grant, Space-grant e Sun-grant)), dispone di numerosi centri di ricerca in varie discipline.
Oltre al campus principale, sito a Fairbanks, l'UAF dispone di altri sette campus in aree urbane e rurali.
Nell'autunno del 2014 ha avuto 9 992 studenti iscritti.